# Дирекция „Стратегическо планиране“
Дирекция „Стратегическо планиране“ е една от петте дирекции в Щаба на отбраната на Република България.

## История
Създадено е на 1 март 2000 г. по стандартите на НАТО Управление J-5, което се нарича „Планиране на отбраната и въоръжените сили“. В него се подготвят всички документи, свързани с влизането на България в НАТО. До 1 юли 2006 г. наименованието на учреждението е Управление „Планиране на отбраната и въоръжените сили“ и се ръководи от „началник“, след което носи текущото си наименование Дирекция „Стратегическо планиране“ и се ръководи от директор. Задачите на дирекцията са описани в чл. 37 от Устройствения правилник на Министерството на отбраната.
Дейността на дирекцията се координира от директора на Щаба на отбраната.

## Наименования
През годините учреждението носи различни имена според претърпените реорганизации:
- Управление „Планиране на отбраната и въоръжените сили“ в Генералния щаб на българската армия (1 март 2000 – 1 юли 2006)
- Управление „Стратегическо планиране“ (1 юли 2006 – 1 юни 2008)
- Дирекция „Стратегическо планиране“ (от 1 юни 2008 г.)

## Ръководители
- Генерал-майор Кирил Цветков (1 март 2000 – 7 май 2001)
- Генерал-майор Съби Събев (7 май 2001 – октомври 2002)
- Бригаден адмирал Минко Кавалджиев (октомври 2002 – 3 май 2004)
- Бригаден адмирал Николай Николов (3 май 2004 – 26 април 2007)
- Капитан I ранг Валентин Гагашев (26 април 2007 – 1 юли 2009)
- Комодор Георги Фиданов (1 юли 2009 – 1 декември 2012)
- Бригаден генерал Калин Кузманов (1 декември 2012 – 18 август 2017)
- Бригаден генерал Красимир Кънев (19 август 2017 – 1 януари 2019)
- Бригаден генерал Стайко Прокопиев (1 януари 2019 – октомври 2020)
- Бригаден генерал Анатолий Кръстев (25 януари 2021 – 1 март 2022)
- Бригаден генерал Здравко Пехливанов (1 март 2022 – 12 юли 2024)
- Бригаден генерал Иво Иванов (от 12 юли 2024 г.)